# نيكولاس نيكسون
نيكولاس نيكسون (بالإنجليزية: Nicholas Nixon) هو مصور أمريكي، ولد في 27 أكتوبر 1947 في ديترويت في الولايات المتحدة.

## وصلات خارجية
- نيكولاس نيكسون على موقع ديسكوغز (الإنجليزية)